# Grand Prix moto des Nations 1955
Le Grand Prix moto des Nations, connu également sous le nom de Grand Prix d'Italie 1955 est le huitième rendez-vous de la saison 1955 du championnat du monde de vitesse. Il s'est déroulé sur l'Autodromo Nazionale di Monza du 2 au 4 septembre 1955.
C'est la 33e édition du Grand Prix moto des Nations et la 7e édition comptant pour le championnat du monde.

## Classement final 500 cm³
| Pos. | Pilote                   | Moto       | Temps/Écart       | Points |
| ---- | ------------------------ | ---------- | ----------------- | ------ |
| 1    | Umberto Masetti          | MV Agusta  | 1 h 08 min 04 s 1 | 8      |
| 2    | Reg Armstrong            | Gilera     | +0 s 5            | 6      |
| 3    | Geoff Duke               | Gilera     | +1 s 6            | 4      |
| 4    | Giuseppe Colnago         | Gilera     | +35 s 1           | 3      |
| 5    | Alfredo Milani           | Gilera     | +1 min 50 s 5     | 2      |
| 6    | Ernst Riedelbauch        | BMW        | +1 tour           | 1      |
| 7    | Gerold Klinger           | BMW        | +1 tour           |        |
| 8    | William Hall             | Norton     | +3 tours          |        |
| 9    | Enrico Galante           | Norton     | +3 tours          |        |
| 10   | Artemio Cirelli          | Gilera     | +5 tours          |        |
| Abd. | Carlo Bandirola          | MV Agusta  | Abandon           |        |
| Abd. | Franco Chinelli          | Gilera     | Abandon           |        |
| Abd. | Keith Campbell           | Norton     | Abandon           |        |
| Abd. | Tito Forconi             | MV Agusta  | Abandon           |        |
| Abd. | Francesco Guglielminetti | Norton     | Abandon           |        |
| Abd. | Libero Liberati          | Gilera     | Abandon           |        |
| Abd. | Pierre Monneret          | Gilera     | Abandon           |        |
| Abd. | Sven Andersson           | Norton     | Abandon           |        |
| Abd. | Paolo Campanelli         | Gilera     | Abandon           |        |
| Abd. | Jacques Collot           | Norton     | Abandon           |        |
| Abd. | Luigi Falconi            | Moto Guzzi | Abandon           |        |
| Abd. | Martino Giani            | Gilera     | Abandon           |        |
| Abd. | Erich Wünsche            | Norton     | Abandon           |        |
| Abd. | Bruno Böhrer             | Horex      | Abandon           |        |
| Abd. | Lodovico Facchinelli     | Gilera     | Abandon           |        |
| Abd. | Ulf Gate                 | Matchless  | Abandon           |        |
| Abd. | Ernst Hiller             | Matchless  | Abandon           |        |
| Abd. | Tony McAlpine            | BMW        | Abandon           |        |
| Abd. | Richard Thompson         | Matchless  | Abandon           |        |

## Classement final 350 cm³
25 pilotes au départ - 14 pilotes à l'arrivée
| Pos. | Pilote               | Moto       | Temps/Écart   | Points |
| ---- | -------------------- | ---------- | ------------- | ------ |
| 1    | Dickie Dale          | Moto Guzzi | 55 min 21 s 3 | 8      |
| 2    | Bill Lomas           | Moto Guzzi | +0 s 1        | 6      |
| 3    | Ken Kavanagh         | Moto Guzzi | +13 s 1       | 4      |
| 4    | Enrico Lorenzetti    | Moto Guzzi | +14 s 1       | 3      |
| 5    | August Hobl          | DKW        | +14 s 2       | 2      |
| 6    | Roberto Colombo      | Moto Guzzi | +1 min 48 s 6 | 1      |
| 7    | Helmut Hallmeier     | NSU        | +1 tour       |        |
| 8    | Siegfried Wünsche    | DKW        | +2 tours      |        |
| 9    | Arthur Wheeler       | AJS        | + ?           |        |
| 10   | Lodovico Facchinelli | AJS        | + ?           |        |
| 11   | Hall                 | Norton     | + ?           |        |
| 12   | Aldinger             | Horex      | +3 tours      |        |
| 13   | Anderson             | Norton     | +4 tours      |        |
| 14   | Wick                 | AJS        | + ?           |        |
| Abd. | ...                  | ...        | Abandon       |        |

## Classement final 250 cm³
30 pilotes au départ - 16 pilotes à l'arrivée
| Pos. | Pilote              | Moto       | Temps/Écart   | Points |
| ---- | ------------------- | ---------- | ------------- | ------ |
| 1    | Carlo Ubbiali       | MV Agusta  | 46 min 34 s 1 | 8      |
| 2    | Hans Baltisberger   | NSU        | +0 s 3        | 6      |
| 3    | Sammy Miller        | NSU        | +15 s 6       | 4      |
| 4    | Hermann Paul Müller | NSU        | +25 s 3       | 3      |
| 5    | Bill Lomas          | MV Agusta  | +28 s 6       | 2      |
| 6    | Umberto Masetti     | MV Agusta  | +56 s 4       | 1      |
| 7    | Roberto Colombo     | Moto Guzzi | +56 s 6       |        |
| 8    | Kurt Knopf          | NSU        | +1 tour       |        |
| 9    | Karl Lottes         | NSU        | +1 tour       |        |
| 10   | Arthur Wheeler      | Moto Guzzi | +1 tour       |        |
| 11   | Günter Beer         | Adler      | +1 tour       |        |
| 12   | Adelmo Mandolini    | Moto Guzzi | +1 tour       |        |
| 13   | Lanfranco Baviera   | Moto Guzzi | +2 tours      |        |
| 14   | Alfredo Flores      | Moto Guzzi | +2 tours      |        |
| 15   | Dino Fagiolini      | Moto Guzzi | +2 tours      |        |
| 16   | Guerin              | Moto Guzzi | +4 tours      |        |
| Abd. | ...                 | ...        | Abandon       |        |

## Classement final 125 cm³
26 pilotes au départ - 15 pilotes à l'arrivée
| Pos. | Pilote            | Moto       | Temps/Écart   | Points |
| ---- | ----------------- | ---------- | ------------- | ------ |
| 1    | Carlo Ubbiali     | MV Agusta  | 41 min 03 s 8 | 8      |
| 2    | Remo Venturi      | MV Agusta  | +27 s 1       | 6      |
| 3    | Angelo Copeta     | MV Agusta  | +1 min 42 s 2 | 4      |
| 4    | August Hobl       | DKW        | +1 min 44 s 5 | 3      |
| 5    | Siegfried Wünsche | DKW        | +1 tour       | 2      |
| 6    | Paolo Campanelli  | FB Mondial | +1 tour       | 1      |
| 7    | Guido Sala        | MV Agusta  | +1 tour       |        |
| 8    | Karl Lottes       | MV Agusta  | +1 tour       |        |
| 9    | Willi Scheidhauer | MV Agusta  | +2 tours      |        |
| 10   | Florian Camathias | MV Agusta  | +2 tours      |        |
| 11   | Caver Heiss       | MV Agusta  | +2 tours      |        |
| 12   | Roberto Pionava   | MV Agusta  | +2 tours      |        |
| 13   | Bill Webster      | MV Agusta  | +3 tours      |        |
| 14   | Alberto Capocci   | FB Mondial | +3 tours      |        |
| 15   | Mario Carini      | FB Mondial | +3 tours      |        |
| Abd. | ...               | ...        | Abandon       |        |

## Classement final side-car
16 équipages au départ - 11 équipages à l'arrivée
| Pos. | Pilote             | Passager           | Moto   | Temps/Écart   | Points |
| ---- | ------------------ | ------------------ | ------ | ------------- | ------ |
| 1    | Wilhelm Noll       | Fritz Cron         | BMW    | 41 min 21 s 6 | 8      |
| 2    | Walter Schneider   | Hans Strauß        | BMW    | +0 s 2        | 6      |
| 3    | Jacques Drion      | Inge Stoll-Laforge | Norton | +58 s 6       | 4      |
| 4    | Florian Camathias  | Maurice Büla       | BMW    | +1 min 03 s 2 | 3      |
| 5    | Jean Murit         | Francis Flahaut    | BMW    | +1 min 03 s 3 | 2      |
| 6    | Fritz Seeber       | Franz Heiß         | BMW    | +1 tour       | 1      |
| 7    | Friedrich Staschel | Edgar Perduss      | BMW    | +1 tour       |        |
| 8    | Loni Neußner       | ...                | Norton | +1 tour       |        |
| 9    | Alfonso Sammarchi  | ...                | Norton | +1 tour       |        |
| 10   | Fritz Mühlemann    | K. Tuscher         | BSA    | +3 tours      |        |
| 11   | Baldi              | ...                | BSA    | +3 tours      |        |
| Abd. | ...                | ...                | ...    | Abandon       |        |